# 小行星5847
小行星5847 脇屋（英語：5847 Wakiya）是一颗围绕太阳公转的小行星。1989年12月18日，箭內政之、渡邊和郎在北见发现了此天体以日本新瀉縣業餘天文學家脇屋 奈々代命名。
这颗小行星的绝对星等为13.1等。